# Gran Premi Ciclista de Quebec 2012
El Gran Premi Ciclista de Quebec 2012 fou la tercera edició del Gran Premi Ciclista del Quebec. La cursa es disputà el 7 de setembre de 2012. Aquesta fou la 25a prova de l'UCI World Tour 2012. Junt al Gran Premi Ciclista de Mont-real, que es disputa dos dies més tard, és una de les dues proves World Tour que es disputen a Amèrica del Nord. La victòria fou per l'australià Simon Gerrans (Orica-GreenEDGE), en imposar-se a l'esprint al seu company d'escapada, Greg Van Avermaet (BMC Racing Team).

## Recorregut
La cursa es disputa en un circuit de 12,6 quilòmetres al qual s'han de donar 16 voltes i un total de 201,6 km. La línia d'arribada es troba en pujada.

## Participants
El 18 equips UCI World Tour són presents en aquesta cursa, així com tres equips continentals professionals i l'equip nacional del Canadà:
| Núm     | Codi | Equip                   |
| ------- | ---- | ----------------------- |
| 1-8     | GRS  | Garmin-Sharp            |
| 11-18   | EUC  | Team Europcar           |
| 21-28   | BMC  | BMC Racing Team         |
| 31-38   | MOV  | Movistar Team           |
| 41-48   | SKY  | Team Sky                |
| 51-58   | LIQ  | Liquigas-Cannondale     |
| 61-68   | OPQ  | Omega Pharma-Quick Step |
| 71-78   | KAT  | Team Katusha            |
| 81-88   | OGE  | Orica-GreenEDGE         |
| 91-98   | AST  | Astana Qazaqstan Team   |
| 101-108 | LTB  | Lotto-Belisol           |

| Núm     | Codi | Equip             |
| ------- | ---- | ----------------- |
| 111-118 | RAB  | Rabobank ProTeam  |
| 121-128 | RNT  | RadioShack-Nissan |
| 131-138 | EUS  | Euskaltel–Euskadi |
| 141-148 | LAM  | Lampre-ISD        |
| 151-158 | VCD  | Vacansoleil-DCM   |
| 161-168 | FDJ  | FDJ-BigMat        |
| 171-178 | ALM  | AG2R La Mondiale  |
| 181-188 | STB  | Team Saxo-Tinkoff |
| 191-198 | COF  | Cofidis           |
| 201-208 | SPI  | SpiderTech-C10    |
| 211-218 |      | Selecció nacional |

## Classificació final
| #  | Ciclista                | Equip                   | Temps      | Punts UCI |
| -- | ----------------------- | ----------------------- | ---------- | --------- |
| 1  | Simon Gerrans (AUS)     | Orica-GreenEDGE         | 4h 53' 04" | 80        |
| 2  | Greg Van Avermaet (BEL) | BMC Racing Team         | s.t.       | 60        |
| 3  | Rui Costa (POR)         | Movistar Team           | + 4"       | 50        |
| 4  | Luca Paolini (ITA)      | Team Katusha            | + 4"       | 40        |
| 5  | Tom-Jelte Slagter (NED) | Rabobank ProTeam        | + 4"       | 30        |
| 6  | Diego Ulissi (ITA)      | Lampre-ISD              | + 4"       | 22        |
| 7  | Thomas Voeckler (FRA)   | Team Europcar           | + 4"       | –         |
| 8  | Fabian Wegmann (GER)    | Garmin-Sharp            | + 4"       | 10        |
| 9  | Gerald Ciolek (GER)     | Omega Pharma-Quick Step | + 4"       | 6         |
| 10 | François Parisien (CAN) | SpiderTech-C10          | + 4"       | –         |